# Čeľadice
Čeľadice (dříve[kdy?] Čalad) jsou obec na Slovensku v okrese Nitra. Nejvýznamnější památkou je římskokatolický kostel svaté Kateřiny Alexandrijské postavený v románském slohu někdy ve 2. polovině 12. století nebo začátkem 13. století a doplněný v roce 1939 moderními přístavbami.